# Hajime Tabata
Hajime Tabata (田畑 端, Tabata Hajime, 5 de maio de 1971) é um diretor e produtor japonês de jogos eletrônicos que trabalhou para Square Enix. Particularmente, ele dirigiu jogos como Crisis Core: Final Fantasy VII, The 3rd Birthday e Final Fantasy Type-0. Seu maior projeto é Final Fantasy XV, em que assumiu a posição de diretor após a saída de Tetsuya Nomura.

## Biografia
Enquanto Tabata ainda estava na escola, ele jogou um RPG eletrônico histórico desenvolvido pela Koei e imaginou como seria divertido ele mesmo criar um jogo que fosse tão interessante quanto o que havia jogado. Ele se candidatou a diversos trabalhos ao entrar na universidade, tanto na indústria dos jogos eletrônicos como também em produtoras de televisão, cinema e documentários por que segundo o próprio "Eu queria contar histórias". Tabata foi rejeitado em algumas companhias mas eventualmente foi aceito na indústria dos jogos e trabalhou em várias desenvolvedoras antes de ser contratado pela Square Enix, período em que ganhou experiência fazendo jogos de ação, arcades e RPGs. Ele deixou a Square Enix em novembro de 2018, formando sua própria companhia, JP Games, logo no mês seguinte.

## Trabalhos
| Ano  | Título                                | Plataforma(s)           | Crédito           |
| ---- | ------------------------------------- | ----------------------- | ----------------- |
| 1999 | Monster Rancher 2                     | PlayStation             | Diretor de evento |
| 1999 | Deception III: Dark Delusion          | PlayStation             | Diretor de evento |
| 2004 | Before Crisis: Final Fantasy VII      | Celular                 | Diretor           |
| 2007 | Crisis Core: Final Fantasy VII        | PlayStation Portable    | Diretor           |
| 2009 | Kingdom Hearts Coded                  | Celular                 | Co-diretor        |
| 2010 | The 3rd Birthday                      | PlayStation Portable    | Diretor           |
| 2011 | Final Fantasy Type-0                  | PlayStation Portable    | Diretor           |
| 2014 | Final Fantasy Agito                   | iOS, Android            | Produtor          |
| 2015 | Final Fantasy Type-0 HD               | PlayStation 4, Xbox One | Produtor, diretor |
| 2016 | Kingsglaive: Final Fantasy XV         | Filme                   | Produtor          |
| 2016 | Final Fantasy XV                      | PlayStation 4, Xbox One | Diretor           |
| 2017 | Monster of the Deep: Final Fantasy XV | PlayStation VR          | Produtor          |
| 2018 | Final Fantasy XV: Pocket Edition      | Android, iOS            | Diretor           |